# Johann Friedrich Hertel
Johann Friedrich Hertel, Pseudonym Albanus de Spineto, (* 16. Dezember 1667 in Jena; † 12. Januar 1743 ebenda) war ein deutscher Rechtswissenschaftler.

## Leben
Hertel wurde als Zwillingskind des Kaufmanns und Ratsherren Andreas Jacob Hertel und dessen Frau Anna Elisabeth Titiam (Tietz) geboren. Nach dem Besuch der Schule in Jena absolvierte er ab dem 14. Juli 1685 eine weitere Ausbildung am Gymnasium in Zittau, welches unter der Leitung des Rektors Christian Weise stand. Am 30. Juni 1688 bezog er die Universität Jena, um ein Studium der Rechtswissenschaften zu absolvieren. Anfängliche philosophische Studien absolvierte er bei Georg Albrecht Hamberger, Georg Schubart, Johann Andreas Schmidt, Johann Adrian Slevogt, Caspar Sagittarius und Friedemann Bechmann. Rechtswissenschaftliche Vorlesungen frequentierte er bei Johann Christian Schröter, Peter Müller, Wilhelm Hieronymus Brückner, Christian Wildvogel, Johann Philipp Slevogt, Johann Bernhard Friese und vor allem bei Nikolaus Christoph Lyncker.
1701 promovierte er zum Doktor der Rechte und wurde 1703 Hofrat sowie Regierungsadvokat von Sachsen-Weimar. 1706 erhielt er eine Stelle als Advokat am Jenaer Hofgericht. 1727 wurde er außerordentlicher Professor der Rechte und 1732 ordentlicher Professor derselben. Mit letzterer Aufgabe verbunden wurde er Assessor der juristischen Fakultät, Assessor am Hofgericht und Schöppenstuhl. 1736 übernahm er die Professur des Kodex und der Novellen. Zudem beteiligte er sich an den organisatorischen Aufgaben der Salana. So war er einige Male Dekan der Juristenfakultät und im Sommersemester 1735 Rektor der Alma Mater.
Hertel verheiratete sich am 6. Oktober 1701 in Jena mit Anna Regina Vulpius, Tochter des Juristen Johann Heinrich Vulpius.

## Werke (Auswahl)
- Diss. inaug de Praecognitis Juris. Jena 1701 (reader.digitale-sammlungen.de).
- De regestis iudicialibus, von gerichtl. Registraturen. Jena 1705 (reader.digitale-sammlungen.de).
- Pyxis nautica per immens. Juris Pelagum, seu Menductio brevis ad stud. Jurisprud. instituend. Jena 1711.
- Gerechterer Wiederhall Auf die Unrichtigen Gedancken, Welche Uber den unterbothenen Dissensum oder vermeintliche Censur Einiger Annotationum ad Examen feudale Strykianum. Jena 1713 (reader.digitale-sammlungen.de).
- Meditationes accessoriae sive Annotat. succintae cinctae ad Hoppii Exam. Instit. Imper. 1715.
- Institut. Imper. Praxis forens. oder Practicalischer Hand-Griff der Kayser. Rechts-Lehre. 1718.
- Diatribe Iuridica Exhibens Miscellanea De Vario Iure Mixto, Cuius Dissertatio Haec Praeliminaris Sistit Praecognita Iuris Mixta. Pro Loco. Jena 1731 (reader.digitale-sammlungen.de).
- Prolusio acad. de rabulistica cathedrali, cujus dehoratatione Lectiones suas Theoretico-Practicas. Jena 1732 (reader.digitale-sammlungen.de).
- De Constitvtione Sive Forma Ivdiciorvm Criminalivm Solennivm. Jena 1733 (reader.digitale-sammlungen.de).
- Dissertatio Inavgvralis Ivridica, De Privilegio Saxonico De Non Appellando Ad Terras Misnicas, Thvringicas, Et Franconicas Extendendo. Jena 1734 (reader.digitale-sammlungen.de).
- Diss. iur. de iure studiosorum, Vom Studenten-Rechte. Jena 1735 (reader.digitale-sammlungen.de).
- Diss. iur. inaug. de genuino sensu Legis CXX. de Verb. Sign. Jena 1736 (reader.digitale-sammlungen.de).
- De alienatione fideicommissorvm familiae, vel omnibvs etiam de ea consentientibvs illicita. Jena 1737 (reader.digitale-sammlungen.de).
- Prolusio academica de jvris Romani svbtilitatibvs, in specie Legis XV. §. fin. ff. de usufructu. Non-ridendis. Jena 1738 (reader.digitale-sammlungen.de).
- Dissertatio inavgvralis ivridica de tvtore alienae ivrisdictionis. Jena 1739 (reader.digitale-sammlungen.de).
- Diss. inaug jur. De probatione ingratitudinis in benefactorem: von Beweiß des Undancks gegen seinen Wohltäter. Jena 1740 (reader.digitale-sammlungen.de).
- Exercitatio inauguralis ad leges Voconiam et Falcidiam. Jena 1742 (reader.digitale-sammlungen.de).
- Politischer Nachtisch derer Thee- und Coffe-Tassen, oder juristische Strei-Fragen von denen Remediis Possessoriis und Petioriis derer Erbschafts-Sachen. Jena 1743 (reader.digitale-sammlungen.de, mit Vita und Werkverzeichnis)

Programme
- Programma de studii legalis modo et more variante, von der Rechts-Lehre a la mode. Jena 1736 (Dekanatsprogramm zur Promotion von Johann Christian Goeckel, reader.digitale-sammlungen.de).
- Programma Inavgvrale De Mercatvra Litteraria Et Ivstitiaria = Von der Gelehrten und Rechtlichen Handelschafft. Jena 1739 (Dekanatsprogramm zur Promotion von Heinrich Ernst Siemers, reader.digitale-sammlungen.de).
- Programma inaugurale de commissario principalem repraesentante. Jena 1740 (Dekanatsprogramm zur Promotion von Wilhelm Justus Grau, reader.digitale-sammlungen.de).
- Programma Inavgvrale De Immenso Ivris Pelago. Jena 1742 (Dekanatsprogramm zur Promotion von Johann Christoph Wegelin, reader.digitale-sammlungen.de).
- Programma inaug. de fabris fortunae. Von den Glücks-Schmiedten. (Dekanatsprogramm zur Promotion von Joachim Erdmann Schmid, reader.digitale-sammlungen.de).
- Programma Inaugurale De libera eruditorum vita. Von der Gelehrten freien Leben. (Dekanatsprogramm zur Promotion von Christian Gottfried Freiesleben, reader.digitale-sammlungen.de).